# Place Privokzalnaïa
La place Privokzalnaïa (en russe : Привокзальная площадь, Privokzalnaïa plochtchad) est une place du centre-ville d'Iekaterinbourg en Russie. Elle est située dans le quartier résidentiel Vokzalny (ru) du district de Jeleznodorojny (ru). La zone est limitée : au nord par le complexe de bâtiments de la gare et de la rue Vokzalnaïa, à l'ouest et à l'est par des immeubles résidentiels de cinq étages, au sud par la rue Tcheliouskintsev (ru).

## Histoire
La Place de la Gare a été formée à la suite de la construction du nouveau bâtiment de la gare en 1910, et une place a commencé à prendre forme au sud de celle-ci. Au début du XXe siècle, la gare et la place étaient situées à la périphérie nord de la ville d'Ekaterinbourg, à l'endroit où sortait la perspective Arsenievski et où commençait le tract Verkhotoursky. En 1908, la place fut décorée d'un bâtiment en brique de cinq étages du moulin de A. E. Bortchaninov et E. I. Pervouchine, dont la façade donnait sur la partie sud de la place. Le bureau des propriétaires de bateaux à vapeur de Perm, les frères Kamensky, a été construit à côté du moulin et à sa place se trouve désormais un hôtel. Entre les deux routes menant à l'ancienne et à la nouvelle gare, au début du XXe siècle, il n'y avait qu'un seul bâtiment : une école primaire en demi-pierre. Après 1917, des maisons en bois pour les cheminots ont commencé à apparaître dans cette zone.
À l'époque soviétique, la place fut modifiée à plusieurs reprises : en 1939, le deuxième étage d'une nouvelle gare fut construit et une colonnade monumentale apparut le long de la façade. En 1956, des extensions voûtées furent ajoutées au bâtiment. En 1961, des bâtiments résidentiels de cinq étages en brique sans visage de série standard ont été construits le long des frontières est et ouest de la place, ce qui non seulement ne décorait pas la place, mais créait également un inconfort pour leurs résidents.
Dans les années 1990, un autre bâtiment de gare, aux formes architecturales modernes, a été érigé entre les bâtiments de l'ancienne et de la nouvelle gare. La gare a été reconstruite entre 1997 et 2001.

## Monuments et plaques
En 1962, un monument aux soldats du Corps blindé volontaire de l'Oural a été érigé sur la place (sculpteurs V. M. Drouzine et P. A. Sajine, architecte G. I. Beliankine). Le monument est réalisé sous la forme d'une composition de deux personnages : un vieil ouvrier de l'Oural, personnifiant l'Oural, et un jeune défenseur de la Patrie-pétrolier. Les deux figurines sont montées sur un piédestal ressemblant à une tourelle de char.

## Transport
La zone de la gare est d'une grande importance en matière de transport ; elle abrite le terminus de plusieurs lignes de trolleybus et de bus. Jusque dans les années 1970, il y avait un anneau de tramway sur la place.

### Transports publics terrestres
- Autobus : n° 48, 57, 59, 65 ;
- Tramway : n°3, 7, 12, 21, 23 ;
- Trolleybus : n°26, 27, 31.

### Stations de métro les plus proches
À 300 m à l'ouest de la limite ouest de la place se trouve la station Ouralskaïa de la première ligne du métro.